# The Home Town Girl
The Home Town Girl er en amerikansk stumfilm fra 1919 af Robert G. Vignola.

## Medvirkende
- Vivian Martin som Nell Fanshawe
- Ralph Graves som John Stanley
- Lee Phelps som Frank Willis
- Carmen Phillips som Nan Powderly
- Stanhope Wheatcroft som Steve Ratling